# Lot (departement)
 For alternative betydninger, se Lot. (Se også artikler, som begynder med Lot)
Lot ( fransk udtale ?) er et departement i Frankrig. Det er beliggende i Pyrenæerne, og dets hovedby er Cahors. Departementet har (1999) ca. 167.000 indbyggere.